# Virginia Liston
Virginia Liston (* um 1890 als Virginia Crawford in Mississippi; † Juni 1932 in St. Louis) war eine amerikanische Blues- und Jazzsängerin, die sich auch als Songwriterin betätigte.

## Leben und Wirken
Über Listons frühes Leben ist wenig bekannt. Als sie zehn Jahre alt war, lebte sie mit ihrer Familie in New Orleans. 1909 trat sie in örtlichen Theatern und 1910 in Texas auf. 1911 heiratete sie den Sänger Dave Liston. Das Paar trennte sich vermutlich 1913, aber sie behielt seinen Nachnamen für den Rest ihrer Karriere.
Um 1912 trat Liston als Bluessängerin im Segal Theatre in Philadelphia auf. 1920 heiratete sie wieder und lebte dann mit ihrem zweiten Ehemann Samuel H. Gray in Washington D.C. Mit ihm spielte sie im Vaudeville-Varieté, u. a. ein Tourneeprogramm der Theater Owners Booking Association mit dem Titel „Liston and Liston“. Daneben betätigte sie sich als Songwriter und komponierte bzw. textete Bluesstücke; 1922 nahm Leona Williams ihren „Mexican Blues“ auf. Spätestens 1923 zog sie mit ihrem Mann nach New York City.
Mit dem Pianisten Clarence Williams als Begleiter entstanden dort im September 1923 erste Duo-Aufnahmen für Okeh, die Beachtung fanden. Andere Musiker, Clara Smith und ebenso die Jamaica Jazzers, spielten 1924 Coverversionen ihres dabei entstandenen „You Don’t Know My Mind Blues“ ein. Mit ihrem Mann, der auch als Mit-Urheber dieses Blues und einiger weiterer, von ihr aufgenommener Titel verzeichnet ist, sang sie im Januar 1924 gemeinsam die Titel „You Can Have It (I Don’t Want It)“ und „Just Take One Last Long Lingering Look“ auf Platte, die im April 1924 erschienen. Um 1925 erfolgte vermutlich die Scheidung. Sexuelle Anspielungen tauchten in Songs wie „Rolls Royce Papa“ auf, der von Liston geschrieben und 1926 aufgenommen wurde; dort klagte sie über einen Mann mit einer „verbogenen Kolbenstange“.
Bis zum Sommer 1926 erschienen unter Listons Namen insgesamt 36 Aufnahmen für die Labels Okeh und Vocalion. Dazu gehören auch Aufnahmen wie „You Got the Right Key, but the Wrong Keyhole“ und „Early in the Morning“, die Liston mit den Blue Five von Clarence Williams einspielte, zu denen zu diesem Zeitpunkt auch Louis Armstrong und Sidney Bechet gehörten. Ihre letzten Aufnahmen fanden 1927 mit der Clarence Williams Washboard Band für Brunswick statt; dabei entstanden noch Stücke wie „Cushion Foot Stomp“ und „P.D.Q. Blues“. 1929 heiratete Liston erneut und kündigte ihren Rückzug aus dem Showgeschäft an; sie zog nach St. Louis, wo sie 1932 starb.
1996 wurden Listons Aufnahmen von Document Records gesammelt wiederveröffentlicht.